# Csaba Giczy
Csaba Giczy (5 agosto 1945) è un ex canoista ungherese.

## Palmarès

### Olimpiadi
- 2 medaglie:
  - 1 argento (Città del Messico 1968 nel K-2 1000 m)
  - 1 bronzo (Città del Messico 1968 nel K-4 1000 m)

### Mondiali
- 8 medaglie:
  - 3 ori (Belgrado 1971 nel K-1 4x500 m; Tampere 1973 nel K-4 1000 m; Tampere 1973 nel K-4 10000 m)
  - 3 argenti (Belgrado 1971 nel K-4 10000 m; Città del Messico 1974 nel K-4 10000 m; Sofia 1977 nel K-4 10000 m)
  - 2 bronzi (Copenaghen 1970 nel K-4 1000 m; Città del Messico 1974 nel K-4 1000 m)